# Kim Greist
Kimberley Bret »Kim« Greist, ameriška filmska, televizijska in gledališka igralka, * 12. maj 1958.

## Zgodnja kariera
Greistova se je rodila v Stamfordu, Connecticut, materi Normi M. (rojeni Abtey) in očetu E. Haroldu Greistu. Izšolala se je v gledališki igri in nekaj svojih najstniških let preživela v Evropi, kjer je delovala kot poklicna manekenka. Zatem se je pri 20 letih vrnila v ZDA in zagnala svojo igralsko kariero z igro v nebroadwayski komediji Second Prize: Two Months in Leningrad. Kasneje je v sklopu svoje gledališke kariere nastopila tudi na newyorškem shakespearjevskem festivalu (New York Shakespeare Festival).

## Filmska kariera
Njena prva filmska vloga je prišla s kultno grozljivko C.H.U.D. (1984), Greistova se je nato leta 1985 kot gostja pojavila v eni epizodi nanizanke Miami Vice. V 80. letih je zaigrala še v nekaj uspešnih filmih, ti so Brazilija (1985), Lovec na ljudi (1986), Vrzi mamo z vlaka (1987) in Punchline (1988). V 90. letih se je še naprej občasno pojavljala v različnih filmskih in televizijskih projektih in odigrala vidne vloge v Homeward Bound: The Incredible Journey (1993) in Roswell (1994). Leta 1995 je z vlogo Emily Young skupaj s komediantoma Sinbadom in Philom Hartmanom sodelovala pri projektu Houseguest. V 90. letih se je pojavila še v nekaj televizijskih filmih in po dveh enoepizodnih televizijskih vlogah je na začetku 2000. let prekinila svojo igralsko kariero.

## Filmografija
| Leto | Naslov                                   | Vloga                     | Opombe                          |
| ---- | ---------------------------------------- | ------------------------- | ------------------------------- |
| 1984 | C.H.U.D.                                 | Lauren Daniels            |                                 |
| 1985 | Miami Vice                               | Brenda                    | 1 epizoda: Nobody Lives Forever |
| 1985 | Brazilija                                | Jill Layton               |                                 |
| 1986 | Lovec na ljudi                           | Molly Graham              |                                 |
| 1987 | Vrzi mamo z vlaka                        | Beth Ryan                 |                                 |
| 1988 | Punchline                                | Madeline Urie             |                                 |
| 1989 | Wiseguy                                  | Katherine 'Kay' Gallagher | 4 epizode                       |
| 1990 | Why Me?                                  | June Daley                |                                 |
| 1993 | Homeward Bound: The Incredible Journey   | Laura Burnford            |                                 |
| 1995 | Houseguest                               | Emily Young               |                                 |
| 1995 | Chicago Hope                             | Laurie Geiger             | 7 epizod                        |
| 1996 | Homeward Bound II: Lost in San Francisco | Laura Burnford            |                                 |
| 2000 | Dosjeji X                                | Lisa Underwood            | 1 epizoda: Invocation           |
| 2001 | Sodnica Amy                              | Michelle Crouse           | 1 epizoda: The Last Word        |